# 佛山市第二人民医院

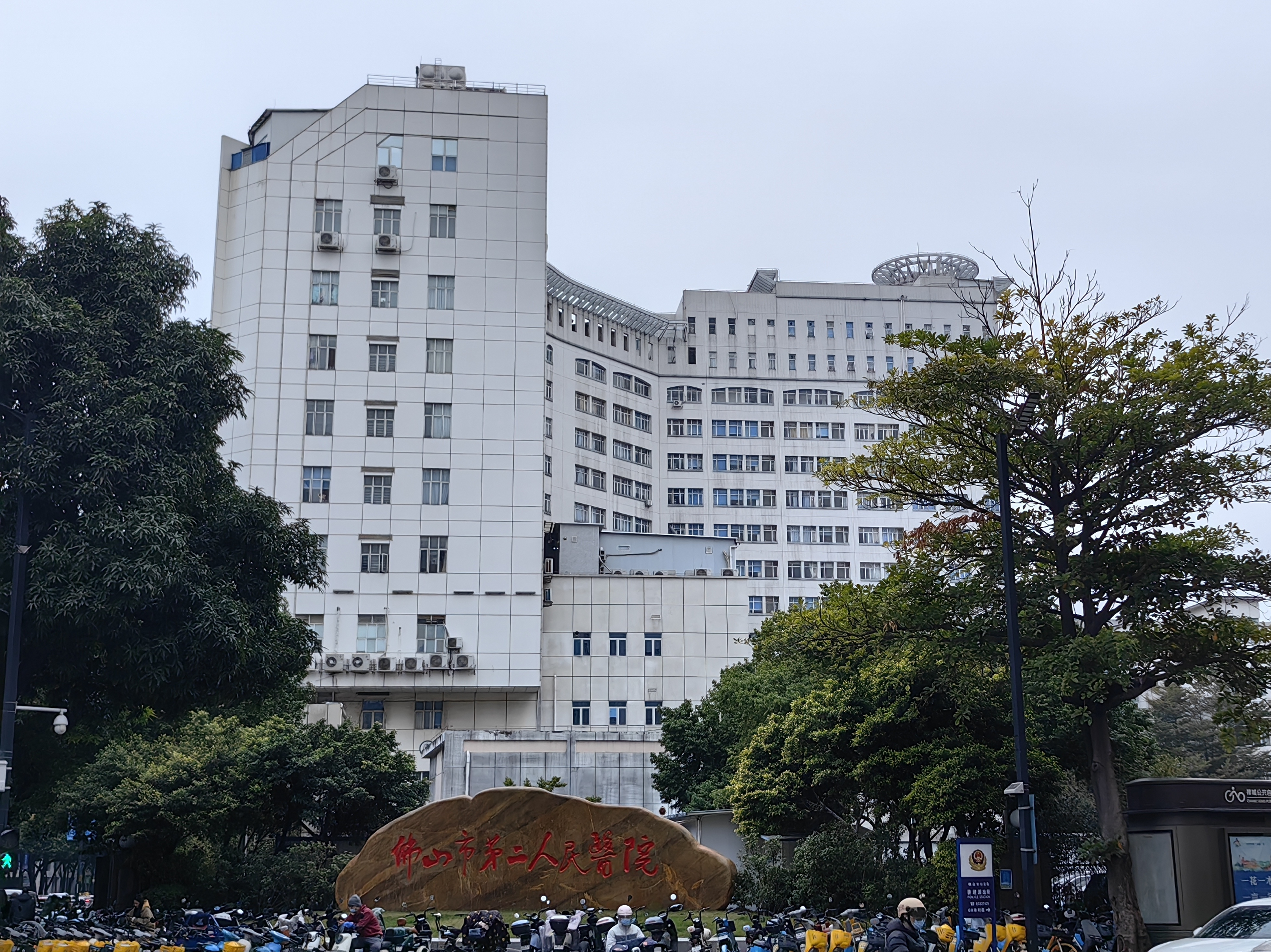
佛山市第二人民医院卫国路院区

佛山市第二人民医院（南方医科大学附属佛山医院、广东药科大学附属佛山医院）是一家大型三级甲等综合医院，分为卫国路、绿岛湖两个院区。其中，卫国路院区位于中华人民共和国广东省佛山市禅城区祖庙街道卫国路78号，开放床位1034张。

## 历史
1922年，佛山市第二人民医院的前身——吴满福跌打诊所正式成立。20世纪50年代，吴满福跌打诊所更名为“普君医院”，吴满福任首任院长。1972年，普君医院更名为“佛山市人民医院”，1978年更名为“佛山市第一人民医院”，1983年更名为“佛山市第二人民医院”。2011年9月，佛山市第二人民医院被评为“三级甲等医院”。

## 绿岛湖院区
为进一步优化佛山市优质医疗资源配置，扩大医疗服务供给，更好满足人民群众医疗服务需要，佛山市委、市政府决定，在禅城区南庄镇禅港东路9号建设“佛山市第二人民医院绿岛湖院区”（该院区编制床位1200张）。该院区于2020年8月24日开工，2022年11月30日实现主体结构封顶，2024年6月26日完成竣工验收，2025年3月25日正式开业。